# Lancelot Blackburne
Pour les articles homonymes, voir Blackburne.
Lancelot Blackburne est un prélat anglican né le 10 décembre 1658 et mort le 23 mars 1743. Il est évêque d'Exeter de 1717 à 1724, puis archevêque d'York de 1724 à sa mort.

## Biographie

### Origines et études
Né à Londres, Lancelot Blackburne est le fils d'un gentilhomme, Richard Blackburne. Il est éduqué à la Westminster School et fait ses études au collège Christ Church de l'université d'Oxford, où il entre en 1676. Après avoir décroché son Bachelor of Arts en 1680, il est ordonné prêtre et quitte l'Angleterre l'année suivante pour se rendre dans les Antilles.
Ses faits et gestes dans les années qui suivent sont inconnus, mais on sait qu'il se trouve sur l'île de Niévès en 1684 « au service du roi ». Par la suite, la rumeur veut qu'il ait été corsaire et qu'il ait participé à la prise d'un galion espagnol. Dans ses Mémoires, l'écrivain Horace Walpole le décrit ironiquement comme « le brave vieil archevêque d'York, qui avait toutes les manières d'un homme de qualité bien qu'il eût été boucanier et fut à présent homme d'Église ; mais rien ne lui restait de sa première profession hormis son sérail ».

### Carrière ecclésiastique
Après son retour en Angleterre, Lancelot Blackburne se marie le 2 septembre 1684 à la Savoy Chapel avec Catherine Talbot, une veuve du Staffordshire qui est également la sœur aînée de l'évêque William Talbot. Trois mois plus tard, il reçoit la charge de recteur de Camerton, dans le Somerset. L'évêque d'Exeter Jonathan Trelawny lui confie une série de privilèges dans le diocèse d'Exeter au cours des années qui suivent. Il devient sous-doyen d'Exeter en 1695, puis doyen en 1705 et archidiacre de Cornouailles (en) en 1715.
Deux ans plus tard, en 1717, Blackburne est nommé évêque d'Exeter après la mort d'Ofspring Blackall (en), le successeur de Trelawny. Il doit en grande partie cette nomination à l'influence de William Wake, ancien doyen d'Exeter devenu archevêque de Cantorbéry. À la Chambre des lords, il soutient fermement le gouvernement whig et se fait bien voir de l'évêque de Londres Edmund Gibson. Grâce à son soutien, Blackburne devient archevêque d'York le 19 octobre 1724.

### Archevêque d'York
L'archevêque Blackburne s'intéresse davantage à la politique qu'aux affaires religieuses, comme en témoigne son choix de résider sur Downing Street, à Westminster, plutôt qu'au palais de Bishopthorpe (en), dans le diocèse d'York. C'est par son entremise que Joseph Butler est nommé chapelain de la reine Caroline d'Ansbach. L'archevêque souffre d'une réputation sulfureuse et est l'objet de nombreuses rumeurs : outre celle qui lui prête un passé de pirate, il est accusé à mots couverts d'être le père illégitime de l'évêque de Norwich Thomas Hayter ou du prêtre hétérodoxe Francis Blackburne (en), voire d'avoir le bandit de grand chemin Dick Turpin à son service comme majordome.
Lancelot Blackburne meurt le 23 mars 1743, âgé de quatre-vingt-quatre ans. Il est enterré à l'église Sainte-Marguerite de Westminster, auprès de sa femme Catherine, morte en 1726.